# Castell de Ballinalacken
El Castell de Ballinalacken (en anglès: Ballinalacken Castle) és un castell-torre de dues alçades, del qual no se sap la data de construcció exacta, encara que el més probable és que fos edificat entre els segles xv o xvi. Es troba sobre un terreny de pedra calcària a la vora de la carretera que va de Lisdoonvarna a Fanore, al comtat de Clare, a la República d'Irlanda, als terrenys de Ballinalacken Castle Hotel, que va ser construït el 1840 com a llar de Lord O'Brien.
El nom ve del del lloc en el qual es troba, segons la llengua original irlandesa Baile na Leacan, que significa «ciutat o terra de les lloses».

## Construcció
Es creu que els fonaments del castell són del segle x, construïts per un altre famós clan irlandès: O'Connor, que governaven a l'oest de Corcomroe en aquells temps. La fortalesa va ser construïda finalment al segle xiv per Lochlan MacCon O'Connor. El 1564, el control del territori oest de Corcomroe va passar a O'Brien i anys més tard, el castell va pertànyer a Turlough O'Brien, un membre de la família que vivia a Ennistymon. Els O'Brien van ser una de les famílies més poderoses d'Irlanda en aquell temps i van construir molts castells, dels quals el de Ballinalacken és un dels més impressionants.